# 대한민국 형법 제242조
대한민국 형법 제242조는 음행매개에 대한 형법각칙의 조문이다. <개정 1995.12.29, 2012.12.18>

## 조문
제242조(음행매개) 영리의 목적으로 사람을 매개하여 간음하게 한 자는 3년 이하의 징역 또는 1천500만원 이하의 벌금에 처한다. 

第242條(淫行媒介) 營利의 目的으로 사람을 媒介하여 姦淫하게 한 者는 3年 以下의 懲役 또는 1千500萬원 以下의 罰金에 處한다. <改正 1995.12.29., 2012.12.18.>

## 판례
- 형법 제242조 소정 미성년자에 대한 음행매개죄의 성립에는 그 미성년자가 음행의 상습이 있거나 그 음행에 자진 동의한 사실은 하등 영향을 미치는 것이 아니다[1]

## 같이 보기
- 간통죄
- 친고죄
- 혼인빙자간음죄